# Hydrocarbure cuticulaire
Les hydrocarbures cuticulaires (généralement abrégés CHC) sont des lipides présents sur la cuticule des arthropodes. Ils forment une couche imperméable qui protège les arthropodes de la dessiccation. Ils ont également un rôle dans la communication entre individus (de même espèce ou d'espèce différente), notamment chez les insectes et les araignées. Ils permettent ainsi la reconnaissance entre mâle et femelle avant l'accouplement, ou encore indiquent la classe sociale de leur porteur ou l'appartenance à une colonie précise chez les insectes sociaux (fourmis, termites).

## Structure
Les hydrocarbones cuticulaires sont généralement divisés en 3 classes :
- les n-alkanes qui sont des chaînes de carbone simples
- les méthyl-alcanes possédant un ou plusieurs branchements méthyl
- les alkènes possédant une ou plusieurs doubles-liaisons